# TORRO ljestvica
TORRO ljestvica služi za ocjenu jakosti tornada i pijavica. Prikladnija je od Fujitine ljestvice za tip izgradnje i naseljenost u Europi.
Izradio ju je Terence Meaden, testirana je 1972. – 1975. a u upotrebu je ušla 1975. godine.

## Usporedba s Beaufortovom ljestvicom
Jačina po TORRO ljestvici T0 odgovara jačini 8 na Beaufortovoj ljestvici, a daljnje pretvaranje se može izvršiti po formulama:
B = 2 (T + 4)
i obrnuto:
T = (B/2 - 4)
| Beaufortova ljestvica | 8 | 10 | 12 | 14 | 16 | 18 | 20 | 22 | 24 | 26 | 28 | 30 |
| TORRO ljestvica       | 0 | 1  | 2  | 3  | 4  | 5  | 6  | 7  | 8  | 9  | 10 | 11 |

## TORRO ljestvica
| Jačina (intenzitet) | Naziv tornada     | Brzina  | Brzina  | Opis štete |
| Jačina (intenzitet) | Naziv tornada     | m/s     | km/h    | Opis štete |
| T0                  | slabi             | 17-24   | 61-86   | Razbacani sitni predmeti i smeće spiralno se podižu s tla, grane se lome, na poljima se može vidjeti putanja tornada.                                                                        |
| T1                  | blagi             | 25-32   | 87-115  | Vrtni namještaj i lagani predmeti se prevrću i mogu biti nošeni zrakom. Drvene ograde se prevrću. Na stablima lomovi, manja oštećenja na crijepovima, olucima i lakim građevinama.           |
| T2                  | umjereni          | 33-41   | 116-148 | Automobili i prikolice mogu se pomaknuti, krovovi garaža odnešeni vjetromm puno šteta na stablima, krovovima i dimnjacima, manja stabla iščupana iz tla.                                     |
| T3                  | jaki              | 42-51   | 149-184 | Brojni automobili i prikolice prevrnuti, garaže uništene, na krovovima kuća vidljive krovne grede, automobili u vožnji pogurnuti s ceste, nekoliko većih stabala oboreno ili ičupano iz tla. |
| T4                  | žestoki           | 52-61   | 185-220 | Velike štete na vozilima i prikolicama, neke šupe i štaglji nošeni zrakom na znatne udaljenosti, čitavi krovovi kuća odneseni, brojna stabla prevrnuta ili iščupana.                         |
| T5                  | snažni            | 62-72   | 221-259 | Automobili podignuti uvis, ozbiljnije štete na zgradama, no zidovi ostaju neoštećeni, najslabije stare zgrade se urušavaju.                                                                  |
| T6                  | umjereno razorni  | 73-83   | 260-299 | Teška vozila podignuta u zrak, čvrste kuće ostaju bez cijelih krovova, a katkad i bez zida, pojedine zgrade se ruše.                                                                         |
| T7                  | jako razorni      | 84-95   | 300-342 | Velike štete na masivnim građevinama, lokomotive se prevrću, skladišta od željeznih greda dijelom se urušavaju.                                                                              |
| T8                  | teško razorni     | 96-107  | 343-385 | Posvuda urušavanje zgrada čiji dijelovi su daleko razbacani, automobili nošeni zrakom na veće udaljenosti, većina zgrada od opeke i kamena nepopravljivo uništena.                           |
| T9                  | snažno razorni    | 108-120 | 386-432 | Mnoge zgrade od armiranog betona teško oštećene, lokomotive i vlakovi podignuti u zrak i odneseni na veliku udaljenost, sva stabla i stupovi iščupani.                                       |
| T10                 | super             | 121-134 | 433-482 | Čitave montažne zgrade i manje zgrade podignute u zrak i nošene na neku udaljenost. Zgrade iz armiranog betona mogu biti uništene.                                                           |
| T11                 | neopisivo razorni | >134    | >482    | Pustošeća razaranja na velikim površinama, prevladavaju totalne štete na masivnim zgradama.                                                                                                  |